# ساسان (حشرات)
ساسان (حشرات) (نام علمی: Cimicidae) نام یک تیره از بالاخانواده ساس‌واران است.این گونه از حشرات در مناطق گرمسیر و نمناک بسیار می‌تواند تکثیر شود.